# Isusovačka klasična gimnazija s pravom javnosti u Osijeku
Isusovačka klasična gimnazija s pravom javnosti u Osijeku je srednja škola smještena u Tvrđi, povijesnoj jezgri grada Osijeka. Osnivač škole je Hrvatska pokrajina Družbe Isusove.

## Povijest
Tradicija isusovačke gimnazije u Osijeku stara je tri stoljeća i preteča je današnjih osječkih gimnazija. Današnja gimnazija osnovana je Odlukom o osnivanju od 10. veljače 1998. godine. Prva školska godina bila je 1998./99., a u prvi razred upisalo se svega 23 učenika. U naredne dvije godine u prve razrede je upisivano po dva razredna odjeljenja, kako je predviđeno prema planu upisa osnivača škole i odobrenju Ministarstva znanosti obrazovanja i športa. Nastava se odvijala na nekoliko lokacija, poput Rezidencije Družbe Isusove u Osijeku i II. gimnazije. Školske godine 2000./01. škola je preseljena na današnju lokaciju, Trg Vatroslava Lisinskog 1. Danas u školi ima 2 generacije po 3 razreda i 2 generacije po 2 razreda.

## Ustroj

### Program
Isusovačka klasična gimnazija provodi program Ministarstva znanosti obrazovanja i športa za klasične gimnazije. To uključuje učenje latinskog i grčkog jezika i kulture kroz sve četiri godine, čime se stječe veliko znanje na području antičke književnosti i kulture.

### Cilj škole
U nastavnom programu škola nastoji svakom učeniku dati priliku da otkrije svoje darove i da ih razvije u duhu gesla škole: Semper magis (hr. Uvijek više). Cilj škole je razvijati osobe otvorena, pozitivna i širokog duha, pobuditi u srcima učenika velike želje i ambicije prema čovjeku i cijelom čovječanstvu. Cilj je također i formirati osobe koje će imati čvrsto vjersko i ljudsko uvjerenje, osobe sposobne da poštuju one koji drugačije misle i da vode dijalog s njima.

### Knjižnica
Školska knjižnica od školske godine 1998./99. je djelovala u prostoru Rezidencije Družbe Isusove u Osijeku. U školskoj godini 2005./2006. završena je nadogradnja škole i knjižnica je useljena u prostore škole, a u školskoj godini 2013./2014. prostor knjižnice je proširen. Posjeduje zbirku od 7701 svezaka knjiga, uključujući i spomeničku zbirku Patrologija (321 svezak), zbirku časopisa i novina te zbirku audiovizualne grade. Od 2005. godine knjižnica služi i kao vježbaonica studentima informatologije Filozofskog fakulteta u Osijeku.

### Školska kapelica sv. Josipa
Od 2017. godine u sklopu škole nalazi se i kapelica sv. Josipa. Na svetkovinu sv. Josipa, 19. ožujka, slavi se i dan škole.

### Izvannastavne aktivnosti
U školi djeluju zbor, Školski športski klub Klasičar, dramska i filmska skupina. 

### Školski listSemper Magis
Škola izdaje školski list Semper magis. List izlazi jednom godišnje.

## Ravnatelji
| 1. mr. Pero Majić-Barišić    | od osnivanja do rujna 1998. |
| 2. prof. Petar Galauner      | 1998. – 2001.               |
| 3. mr. sc. Mirko Nikolić     | 2001./2002.                 |
| 4. mr. sc. Ivan Matić        | 2002. – 2010.               |
| 5. mr. sc. Ivica Musa        | 2010. – 2014.               |
| 6. mr. sc. Sebastian Šujević | 2014. do danas              |

## Vanjske poveznice
Mrežna mjesta
- Isusovačka klasična gimnazija, službeno mrežno mjesto
- Knjižnica Isusovačke klasične gimnazije u Osijeku, mrežni katalog školske knjižnice
- Semper magis, arhiva školskog lista